# Raxendorf
Raxendorf ist eine Marktgemeinde mit 1025 Einwohnern (Stand 1. Jänner 2024) im Bezirk Melk in Niederösterreich.

## Geografie
Raxendorf liegt im Waldviertel zwischen dem Jauerling und dem Waldviertler Hochplateau. Die Entwässerung erfolgt über den Wehrbach. Der niedrigste Punkt der Gemeinde liegt im Süden auf 370 Meter Meereshöhe. Im Osten und im Westen steigen bewaldete Berge auf über 800 Meter an. Die Fläche der Marktgemeinde umfasst 36,24 Quadratkilometer. Mehr als die Hälfte der Fläche ist bewaldet, 44 Prozent werden landwirtschaftlich genutzt.

### Gemeindegliederung
Das Gemeindegebiet umfasst folgende 24 Ortschaften (in Klammern Einwohnerzahl Stand 1. Jänner 2025):
- Afterbach (54)
- Braunegg (95)
- Eibetsberg (6)
- Feistritz (82) samt Feistritz-Zerstreute Häuser und Grubhof
- Heiligenblut (54)
- Klebing (25)
- Laufenegg (16)
- Lehsdorf (34)
- Mannersdorf (21)
- Moos (3)
- Neudorf (11)
- Neusiedl am Feldstein (6)
- Neusiedl bei Pfaffenhof (6)
- Ottenberg (25)
- Pfaffenhof (14)
- Pölla (15)
- Raxendorf (301)
- Robans (9)
- Steinbach (10)
- Troibetsberg (20)
- Walkersdorf (9)
- Zehentegg (11)
- Zeining (168)
- Zogelsdorf (15)

Die Gemeinde besteht aus den Katastralgemeinden Afterbach, Braunegg, Eibetsberg bei Raxendorf, Feistritz, Klebing, Lauffenegg, Lehsdorf, Mannersdorf bei Heiligenblut, Moos, Neudorf, Neusiedl am Feldstein, Neusiedl bei Pfaffenhof, Ottenberg, Pfaffenhof, Pölla, Raxendorf, Robans, Steinbach, Troibetsberg, Walkersdorf, Zehentegg, Zeining und Zogelsdorf.

### Nachbargemeinden
| Kirchschlag (Zwettl) |                                             | Kottes-Purk (Zwettl), Mühldorf (Krems) |
| Pöggstall            | Kompassrose, die auf Nachbargemeinden zeigt | Maria Laach (Krems)                    |
|                      | Weiten                                      |                                        |

## Geschichte
Die erste urkundliche Erwähnung von Raxendorf erfolgte 1263, als die Raxendorfer Bauern für die geleistete Hilfe nach einer verlorenen Schlacht Sonderrechte erhielten.
Laut Adressbuch von Österreich waren im Jahr 1938 in der Marktgemeinde Raxendorf ein Bäcker, zwei Gastwirte, zwei Gemischtwarenhändler, ein Schmied, ein Schneider und eine Schneiderin, zwei Schuster und einige Landwirte ansässig.
Die heutige Gemeinde entstand 1969 aus dem Zusammenschluss der Gemeinden Raxendorf, Mannersdorf, Troibetsberg, Neudorf und Zeining. Sie hieß zunächst Heiligenblut-Raxendorf.

### Bevölkerungsentwicklung
| Raxendorf: Einwohnerzahlen von 1869 bis 2024        | Raxendorf: Einwohnerzahlen von 1869 bis 2024 | Raxendorf: Einwohnerzahlen von 1869 bis 2024 | Raxendorf: Einwohnerzahlen von 1869 bis 2024 | Raxendorf: Einwohnerzahlen von 1869 bis 2024 |
| --------------------------------------------------- | -------------------------------------------- | -------------------------------------------- | -------------------------------------------- | -------------------------------------------- |
| Jahr                                                |                                              |                                              |                                              | Einwohner                                    |
| 1869                                                | 1869                                         |                                              | 1.508                                        | 1.508                                        |
| 1880                                                | 1880                                         |                                              | 1.576                                        | 1.576                                        |
| 1890                                                | 1890                                         |                                              | 1.510                                        | 1.510                                        |
| 1900                                                | 1900                                         |                                              | 1.438                                        | 1.438                                        |
| 1910                                                | 1910                                         |                                              | 1.555                                        | 1.555                                        |
| 1923                                                | 1923                                         |                                              | 1.407                                        | 1.407                                        |
| 1934                                                | 1934                                         |                                              | 1.431                                        | 1.431                                        |
| 1939                                                | 1939                                         |                                              | 1.318                                        | 1.318                                        |
| 1951                                                | 1951                                         |                                              | 1.211                                        | 1.211                                        |
| 1961                                                | 1961                                         |                                              | 1.202                                        | 1.202                                        |
| 1971                                                | 1971                                         |                                              | 1.184                                        | 1.184                                        |
| 1981                                                | 1981                                         |                                              | 1.134                                        | 1.134                                        |
| 1991                                                | 1991                                         |                                              | 1.132                                        | 1.132                                        |
| 2001                                                | 2001                                         |                                              | 1.101                                        | 1.101                                        |
| 2011                                                | 2011                                         |                                              | 1.057                                        | 1.057                                        |
| 2021                                                | 2021                                         |                                              | 1.026                                        | 1.026                                        |
| 2024                                                | 2024                                         |                                              | 1.025                                        | 1.025                                        |
| Quelle(n): Statistik Austria, Gebietsstand 1.1.2021 |                                              |                                              |                                              |                                              |

## Kultur und Sehenswürdigkeiten

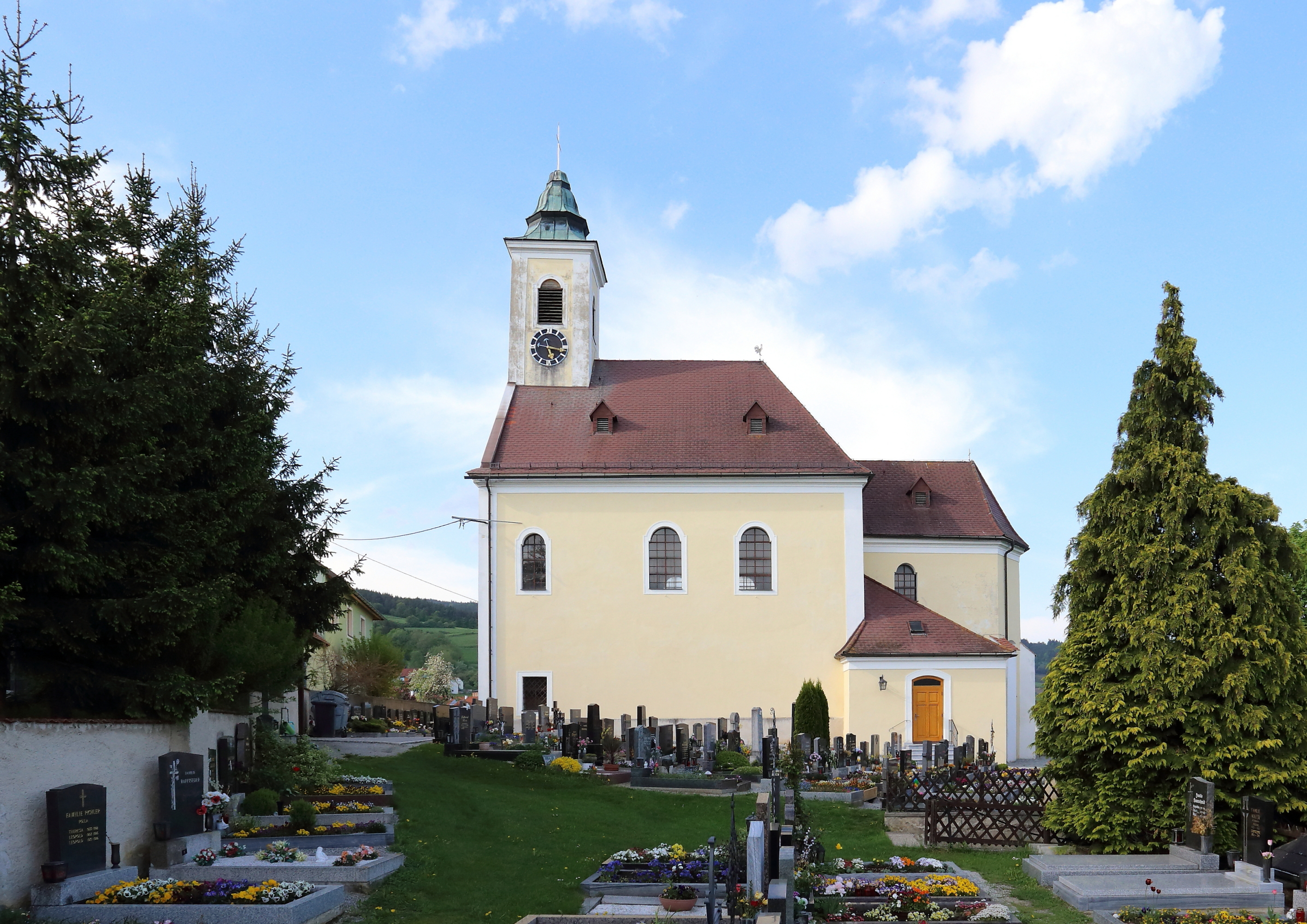
Pfarrkirche Raxendorf

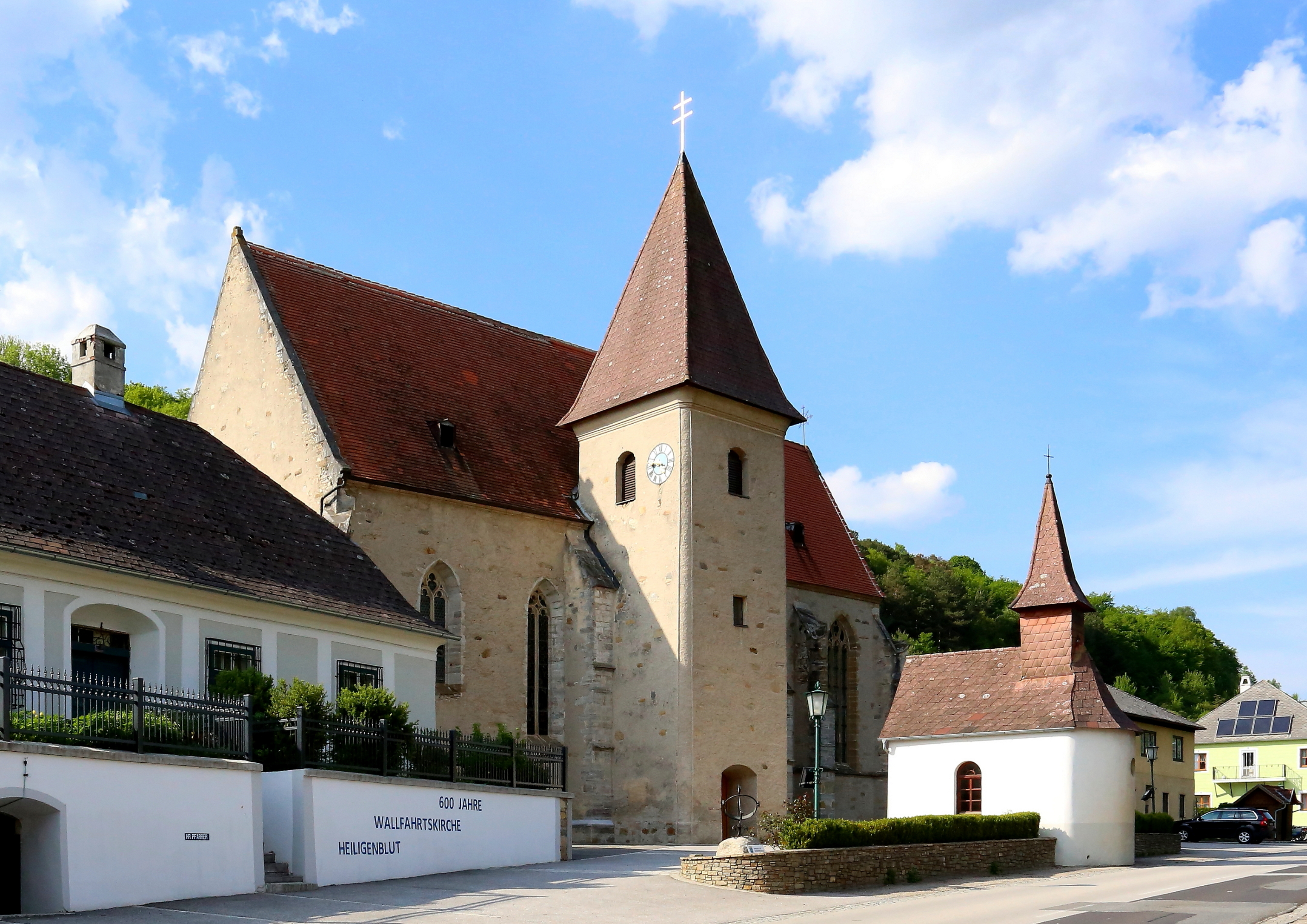
Pfarrkirche Heiligenblut

- Katholische Pfarrkirche Raxendorf hl. Gotthard
- Die spätgotische Pfarrkirche in Heiligenblut mit einem hohen Sakramentshäuschen aus dem späten 15. Jahrhundert und bemerkenswerten Glasfenstern.
- Eine weitere Sehenswürdigkeit ist das Sassingschlösserl[6]: eine Burgruine, die im Gegensatz zu anderen Burgen und Ruinen in der Umgebung aus gemeißelten Steinen gebaut wurde.
- Durch die Ortschaft Zeining führt weiters der Nord-Süd-Weitwanderweg.

## Wirtschaft und Infrastruktur

### Wirtschaftssektoren
Raxendorf ist eine landwirtschaftlich geprägte Gemeinde. Von den 141 landwirtschaftlichen Betrieben des Jahres 2010 wurden 52 im Haupterwerb geführt. Diese bewirtschafteten 56 Prozent der Flächen. Der größte Arbeitgeber des Dienstleistungssektors war der Bereich soziale und öffentliche Dienste mit 56 Erwerbstätigen.
| Wirtschaftssektor            | Anzahl Betriebe | Anzahl Betriebe | Erwerbstätige | Erwerbstätige |
| Wirtschaftssektor            | 2011            | 2001            | 2011          | 2001          |
| ---------------------------- | --------------- | --------------- | ------------- | ------------- |
| Land- und Forstwirtschaft 1) | 141             | 156             | 99            | 105           |
| Produktion                   | 006             | 005             | 10            | 015           |
| Dienstleistung               | 031             | 019             | 92            | 059           |

1) Betriebe mit Fläche in den Jahren 2010 und 1999

### Arbeitsmarkt, Pendeln
Raxendorf ist eine Auspendlergemeinde. Von den 555 Erwerbstätigen, die im Jahr 2011 in Raxendorf lebten, arbeiteten 162 in der Gemeinde, siebzig Prozent pendelten aus.

### Öffentliche Einrichtungen
In Raxendorf befindet sich eine Volksschule.

## Politik

### Gemeinderat
| Der Gemeinderat hat 19 Mitglieder. - Mit den Gemeinderatswahlen in Niederösterreich 1990 hatte der Gemeinderat folgende Verteilung: 15 ÖVP und 4 SPÖ. - Mit den Gemeinderatswahlen in Niederösterreich 1995 hatte der Gemeinderat folgende Verteilung: 13 ÖVP, 4 SPÖ und 2 FPÖ. - Mit den Gemeinderatswahlen in Niederösterreich 2000 hatte der Gemeinderat folgende Verteilung: 13 ÖVP, 4 SPÖ und 2 FPÖ. - Mit den Gemeinderatswahlen in Niederösterreich 2005 hatte der Gemeinderat folgende Verteilung: 13 ÖVP und 6 SPÖ. - Mit den Gemeinderatswahlen in Niederösterreich 2010 hatte der Gemeinderat folgende Verteilung: 13 ÖVP und 6 SPÖ. - Mit den Gemeinderatswahlen in Niederösterreich 2015 hat der Gemeinderat folgende Verteilung: 13 ÖVP und 6 SPÖ. - Mit den Gemeinderatswahlen 2020 hatte der Gemeinderat folgende Verteilung: 14 ÖVP und 5 SPÖ. - Mit den Gemeinderatswahlen 2025 hat der Gemeinderat folgende Verteilung: 13 ÖVP, 4 SPÖ und 2 FPÖ. | Die zur Anzeige dieser Grafik verwendete Erweiterung wurde dauerhaft deaktiviert. Wir arbeiten aktuell daran, diese und weitere betroffene Grafiken auf ein neues Format umzustellen. (Mehr dazu) |

### Bürgermeister
- bis 2009 Johann Stadler (ÖVP)
- seit 2009 Johannes Höfinger (ÖVP)

## Persönlichkeiten
- Johann Nagl (1905–1988), Landwirt und Politiker